# 티머시 맥
티머시 "팀" 맥(Timothy "Tim" Mack, 1972년 9월 15일 ~ )은 미국의 장대높이뛰기 선수로 2004년 아테네 올림픽 금메달리스트이다.
오하이오주 클리블랜드에서 태어나 세인트 이그내시어스 고등학교에서 수학하였다. 말론 단과 대학교와 테네시 대학교에서 학사 학위와 석사를 취득하였다.
테네시 대학교 재학 중에 맥은 1995년 SEC 실내 선수권 대회에서 5.50m를 제거한 장대높이뛰기 챔피언이었다. 같은 해에 5.60m를 제거하면서 NCAA 실내 타이틀을 우승하였다. NCAA 실외 선수권에서는 5.30m로 7위를 하였다.
2000년 미국 올림픽 선발 시합에 출전하여 5.53m와 8위를 한 맥은 이듬해 오스트레일리아 브리즈번에서 열린 굿윌 게임에서 5.80m를 넘어 금메달을 획득하였다.
2002년 국내 실내 육상 선수권 대회에서 5.70m를 제거하면서 2위를 하다가, 다음해에는 실내와 실외 선수권 대회에서 둘다 5.70m를 각각 제거하여 3위를 하였다.
2004년 올림픽 선발 시합에서는 5.90m로 6위를 하였으나, 아테네 올림픽에서는 5.90m의 올림픽 신기록을 세워 금메달 획득에 성공하였다. 또한 2회의 국제 아마추어 육상 연맹 세계 육상 결승에서 6.01m를 넘어 1위를 하였으며, 그것에 의하여 6m를 도달한 장대높이뛰기 선수들의 "6m 클럽"에 가입하였다.
2005년에는 국내 실외 선수권 대회에서 5.40m를 제거하여 7위를 하고, 다음해에는 실내와 실내 선수권에서 둘다 5.50m를 제거하여 각각 4위와 7위에 머물렀다.
현재 캘리포니아주 출라비스타에 살면서 올림픽 훈련 센터에서 훈련을 받고 있다. 2006년 어깨 수술을 받았으나, 빠르게 회복되어 복귀한 맥은 출라비스타에서 열린 작은 육상 대회에서 5.85m를 넘었다.